# Invasión de los Aliados occidentales de Alemania
La invasión aliada de Alemania Occidental fue un ataque contra la Alemania nazi realizado por los Aliados occidentales durante los últimos meses de la Segunda Guerra Mundial en el teatro europeo. 
La invasión comenzó cuando los Aliados cruzaron el río Rin. Luego se extendieron y se movieron a través del oeste de Alemania. Los alemanes se rindieron el 8 de mayo de 1945. Esto se conoce como la "Campaña de Europa central" en las historias militares de Estados Unidos.
A principios de la primavera de 1945, las fuerzas aliadas en Europa estaban haciendo un gran trabajo. En el Frente Occidental las fuerzas aliadas habían estado luchando en Alemania desde octubre de 1944 en la batalla de Aquisgrán. 
En enero, los Aliados derrotaron a los alemanes en la batalla de las Ardenas. Tras el fracaso de este último gran ataque el Ejército alemán pasó a la defensiva. Los alemanes no pudieron hacer nada por detener los últimos ataques de los Aliados en Europa.
Las pérdidas adicionales en Renania debilitaron al Ejército alemán, dejando pocas tropas para defender la orilla este del río Rin. A mediados de marzo, los Aliados habían capturado el único puente intacto que se encontraba en la localidad de Remagen. Aunque también defendieron el puente en la orilla oeste del río Rin.
Las bajas alemanas durante los ataques aliados para alcanzar el Rin en febrero y marzo de 1945 fueron cerca de 400 000 hombres, entre ellos 280 000 hombres capturados como prisioneros de guerra.
En el Frente Oriental, el Ejército Rojo había capturado la mayor parte de Polonia y se acercaba a Berlín. Los soviéticos también empujaron hacia el este de Hungría y Checoslovaquia, y se detuvieron temporalmente en la frontera alemana en lo que es hoy la línea Óder-Neisse. 
Estos rápidos avances en el Frente Oriental destruyeron varias unidades de combate de veteranos alemanes adicionales y severamente ordenados por el líder alemán Adolf Hitler que perdió la capacidad para reforzar sus defensas del Rin. 
Por lo tanto, mientras los Aliados Occidentales completaban su preparación para el avance final hacia el corazón de Alemania, la victoria de los Aliados parecía a la vista.

## Orden de batalla

### Fuerzas aliadas
Al comienzo de 1945, el comandante de los Aliados, el general Dwight D. Eisenhower, tenía 73 divisiones bajo su mando en el noroeste de Europa, incluyendo 49 divisiones de infantería, 20 divisiones blindadas y cuatro divisiones aerotransportadas.
Cuando comenzó la invasión de Alemania, Eisenhower tenía 90 divisiones, incluidas 25 divisiones blindadas. Poseía una de las fuerzas más grandes de la guerra. La línea de los Aliados a lo largo del Rin se extendía unos 725 km desde el mar del Norte hasta la frontera suiza. Los Aliados querían capturar la zona industrial del Ruhr.
Las fuerzas aliadas a lo largo de esta línea estaban organizadas en tres grupos de ejércitos. En el norte, desde el mar del Norte hasta un punto a 16 km al norte de Colonia, estaba el 21.er Grupo de Ejércitos comandado por el mariscal de campo Bernard Montgomery. El 21.er Grupo de Ejércitos estaba formado por el 1.er Ejército canadiense (bajo el mando del general Harry Crerar) en el flanco izquierdo, el 2.º Ejército británico (Miles Dempsey) en el centro y el  9.º Ejército estadounidense (William Hood Simpson) al sur; este último más tarde volvió a encuadrarse en el 12.º Grupo de Ejércitos estadounidense. 
En el centro de la línea aliada, desde el flanco derecho del Noveno Ejército hasta un punto a 24 km al sur de Maguncia, estaba el 12.º Grupo de Ejércitos de los Estados Unidos, bajo el mando del teniente general Omar Nelson Bradley, quien disponía de dos ejércitos, el 1.er Ejército (Courtney Hodges) en el flanco izquierdo (al norte) y el 3.er Ejército (George S. Patton) a la derecha (sur). 
Al sur, completando la línea aliada hasta la frontera con Suiza, estaba el 6.º Grupo de Ejércitos, mandado por el general Jacob Devers, con el 7.º Ejército estadounidense (Alexander Patch) en el norte y el 1.er Ejército francés (Jean de Lattre de Tassigny) en el sur, formando el flanco derecho de la línea aliada.
A medida que estos tres grupos de ejércitos expulsaban a la Wehrmacht al oeste del Rin, Eisenhower comenzó a repensar sus planes para el avance final a través del Rin y hacia el corazón de Alemania. Originalmente, Eisenhower había planeado llevar todas sus fuerzas hasta la orilla oeste del Rin, utilizando el río como una barrera natural para ayudar a cubrir los tramos inactivos de su línea. El principal objetivo más allá del río iba a ser realizado en el norte por el 21.er Grupo de Ejércitos de Montgomery, que enlazaría al este con el 1.er Ejército estadounidense, que haría un avance secundario hacia el noreste desde abajo del río Ruhr. El avance tuvo éxito y este movimiento de pinzas envolvió toda el área industrial del Ruhr, neutralizando la mayor concentración de la capacidad industrial alemana.

### Las fuerzas alemanas
Frente a los Aliados se encontraba el Oberbefehlshaber West ("Comando del Ejército Oeste"), mandado por el mariscal de campo Albert Kesselring.
Kesselring había demostrado su apreciada labor en la campaña italiana. Pero en Alemania, no tuvo las tropas ni las armas necesarias para realizar una fuerte ofensiva.
Durante los combates al oeste del Rin en marzo de 1945, el ejército alemán en el Frente Occidental tenía solo 26 divisiones, organizadas en tres grupos de ejércitos, H, (al norte) B (en el centro) y G (al sur). La mayor parte de las tropas alemanas fue utilizada contra las fuerzas soviéticas. Los alemanes tenían 214 divisiones en el Frente Oriental en abril.
El 21 de marzo, el Grupo de Ejércitos H se convirtió en el Oberbefehlshaber Nordwestiks (Grupo de Ejércitos Noroeste), mandado por el mariscal de campo Ernst Busch. El general Johannes Blaskowitz abandonó el Grupo de Ejércitos H para dirigir el Ejército de Comando de Holanda (25.º Ejército), semiaislado en los Países Bajos. Busch, cuya unidad principal era el 1.er Ejército de Paracaidistas alemán, formó el ala derecha de las defensas alemanas. En el centro de la línea, a la defensa de la cuenca del Ruhr, Kesselring envió al mariscal de campo Walter Model, al mando del Grupo de Ejércitos B. Y en el sur el Oberstgruppenführer de las SS Paul Hausser mandaba el Grupo de Ejércitos G.

## Planes de Eisenhower
Después de la captura de la cuenca del Ruhr, el general Eisenhower planeó que el 21.er Grupo de Ejércitos prosiguiera su avance desde el oeste a través de las llanuras del norte de Alemania hacia Berlín. El 12.º Grupo de Ejércitos y el 6.º Grupo de Ejércitos organizaron una ofensiva subsidiaria para mantener a las fuerzas alemanas fuera de alcance y disminuir su capacidad para detener el empuje del norte. Esta ofensiva secundaria también daría a Eisenhower un grado de flexibilidad en caso de que el ataque en el norte se viera en dificultades.
Por varias razones, Eisenhower comenzó a ajustar estos planes hacia finales de marzo. En primer lugar, en su cuartel general recibieron informes de que las fuerzas soviéticas sostenían una cabeza de puente sobre el río Óder, a 30 millas (48 km) de Berlín. Dado que los ejércitos aliados en el río Rin estaban situados a más de 300 millas (480 kilómetros) de Berlín, con el río Elba, a 200 millas (320 km) todavía, antes de cruzar el Rin, parecía claro que los soviéticos capturarían Berlín mucho antes que los Aliados Occidentales. Por lo tanto Eisenhower dirigió su atención a otros objetivos, en particular convocó una reunión de seguimiento con los soviéticos para cortar al ejército alemán en dos y prevenir cualquier posibilidad de una defensa unificada. Una vez que esto se lograse las restantes fuerzas alemanas serían derrotadas.
Además, estaba el asunto del Ruhr. A pesar de que la región del Ruhr contenía un número significativo de tropas del Eje y suficientes industrias para conservar su importancia como objetivo principal, la inteligencia aliada informó de que gran parte de la industria de armamento estaba en la zona sureste de Alemania (Silesia). Esto aumentó la importancia de las ofensivas del sur más allá del Rin.
Eisenhower también se concentró en los objetivos del sur por la preocupación del reducto nacional. Según los rumores, las tropas más fanáticas y leales a Hitler estaban preparando una gran ofensiva como último recurso para resistir en las fortalezas naturales formadas por las escarpadas montañas alpinas del sur de Alemania y Austria occidental. Si las fuerzas alemanas resistieran durante un año o más, las discordias entre la Unión Soviética y los Aliados Occidentales podrían darles una influencia política de algún tipo para un acuerdo de paz favorable. En realidad, en el momento del cruce aliado del Rin la Wehrmacht sufrió tales derrotas severas, tanto en el Este como en el Oeste que apenas pudieron organizar acciones eficaces, mucho menos reunir tropas suficientes para establecer una gran ofensiva bien organizada. Pero la inteligencia aliada no podía descartar por completo la posibilidad de que los restos del ejército alemán intentaran esta fuerte ofensiva en los Alpes. Rechazar esta oportunidad fue otro de los argumentos para repensar el papel de las fuerzas que avanzaban por el sur de Alemania.
Tal vez la razón más convincente para aumentar el énfasis en estas fuerzas del sur tenía más que ver con las acciones de los estadounidenses que las de los alemanes. Mientras que Montgomery organizaba el impulso principal en el norte, con una preparación de artillería masiva y un gran asalto aéreo, las fuerzas estadounidenses en el sur estaban mostrando el tipo de agresividad básica que Eisenhower quería ver. El 7 de marzo, el teniente general Courtney Hodges del 1.er Ejército estadounidense capturó el último puente intacto sobre el Rin en Remagen y expandió la cabeza de puente adquirida. 
Al sur en la región del Renania-Palatinado, el general George S. Patton del 3.er Ejército estadounidense había dado un golpe devastador al 7.º Ejército alemán, y junto con el 7.º Ejército estadounidense destruyeron al 1.er Ejército alemán. Tras cinco días de batalla, del 18 al 22 de marzo, las fuerzas de Patton capturaron a más de 68 000 alemanes. Estas acciones audaces eliminaron las últimas posiciones alemanas al oeste del Rin. Aunque el avance de Montgomery estaba planeado como el esfuerzo principal, Eisenhower creía que el impulso de las fuerzas estadounidenses en el sur no debería ser desperdiciado haciendo que mantuvieran la línea sobre el Rin o realizaran ataques limitados más allá. Así finales de marzo el comandante supremo tomó la decisión de reforzar las unidades del sur de la línea.

## Proceso de ocupación

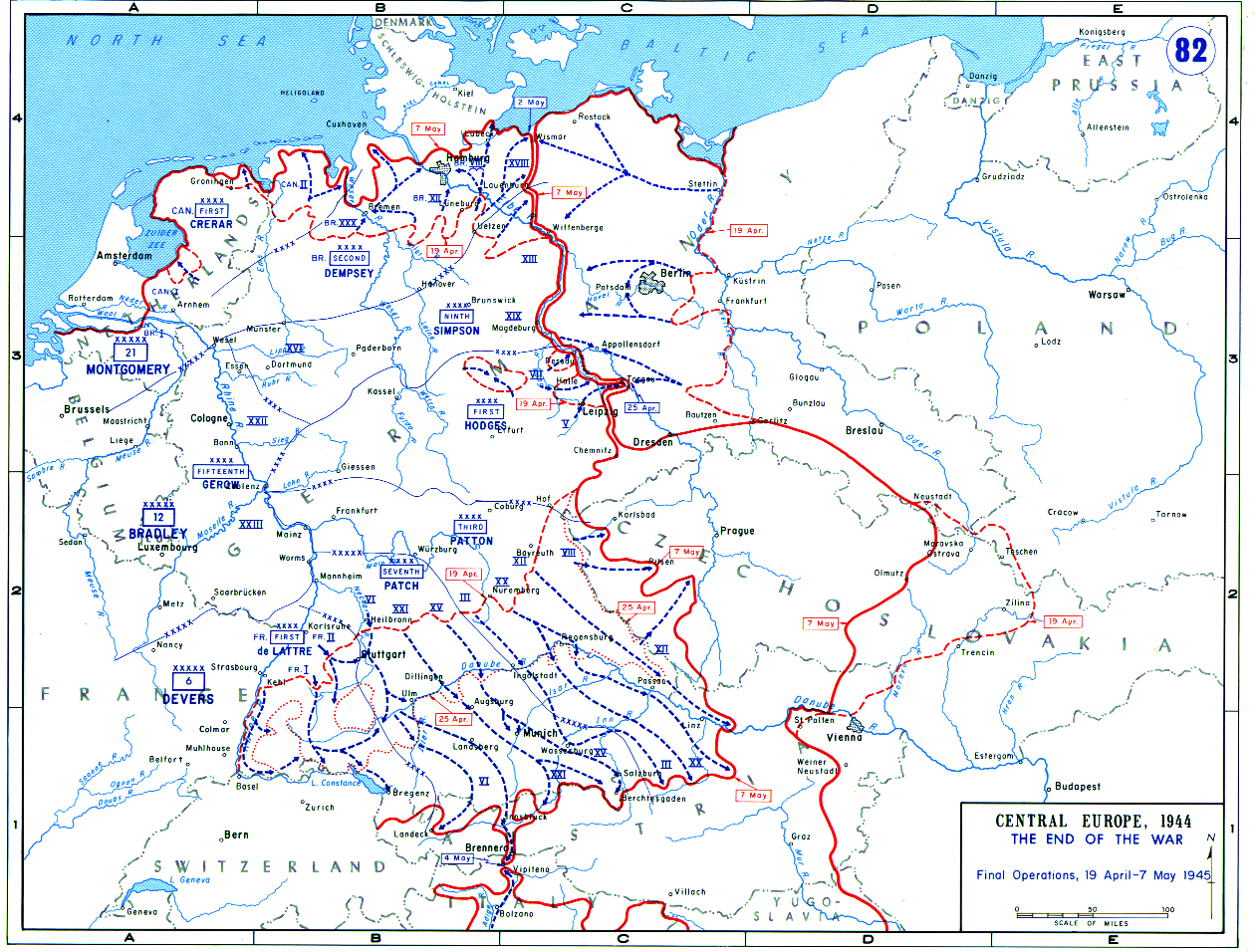
Las últimas operaciones de las fuerzas aliadas entre 19 de abril y 7 de mayo de 1945.

Cuando los soldados aliados llegaban a un pueblo, sus líderes y residentes utilizaban banderas blancas para mostrar que querían rendirse. El oficial aliado entonces se hacía cargo de la localidad. Los soldados registraron los ejemplares de Eisenhower como la Proclamación N.º1, que comenzó con este mensaje: "Venimos como un ejército victorioso, no como opresores". La proclamación exigía el cumplimiento de todas las órdenes por parte del oficial al mando, se instituyó un toque de queda estricto y viajes limitados, que confiscaría todo el equipo de comunicaciones y armas. Después de un día o dos, en la oficina especializada del gobierno militar, las unidades estadounidenses tomaron el control. Los soldados requirieron espacio de vivienda y oficinas según los necesiten los residentes. Al principio, esto se hizo de manera informal con los ocupantes desalojados de inmediato y llevándose consigo pocas pertenencias personales, pero el proceso se normalizó, con tres horas de aviso y el personal de OMGUS proporcionaba recibos de los contenidos de los edificios. Sin embargo, los residentes desplazados tuvieron que buscar vivienda por su cuenta.

### El cruce del Rin
El 19 de marzo de 1945, Eisenhower ordenó a Bradley preparar el ataque para el 22 de marzo. Dos días después, Bradley autorizó una ofensiva en el Rin para preparar el avance de Montgomery. Patton pretendía avanzar hacia el norte del cauce principal del Rin (que corre paralelo al Rin 48 kilómetros al este desde el oeste), donde los alemanes esperaban una ofensiva, pero atacó en Nierstein-Oppenheim.
El 1.er Ejército de los Estados Unidos puso en marcha la Operación Lumberjack persiguiendo agresivamente a las tropas alemanas en desintegración y el 7 de marzo de forma inesperada capturó el puente Ludendorff a través del río Rin en Remagen. La 1.ª División Acorazada expandió rápidamente la cabeza de puente con un cruce a escala completa.
Bradley ordenó al general estadounidense Patton que su 3.er Ejército combatiera a través de la región de Renania-Palatinado: para "tomar el Rin a la carrera". El 3.er Ejército en la noche del 22 al 23 de marzo, cruzó el Rin con un asalto precipitado al sur de Mainz en Oppenheim.
En el norte, donde los estadounidenses cruzaron, el Rin es el doble de ancho, con un caudal mayor de agua. El 21.er Grupo de Ejércitos, mandado por el general británico Montgomery, decidió que solo se podía cruzar de manera segura con un ataque cuidadosamente preparado. Esta fue la Operación Plunder, el cruce del Rin en Rees y Wesel en la noche del 23 al 24 de marzo. Se incluyó la mayor operación aerotransportada de la historia, la Operación Varsity.
En la zona del 6.º Grupo de Ejércitos, mandado por el general estadounidense Jacob Devers, el 7.º Ejército cruzó al otro lado del Rin, en la zona comprendida entre Mannheim y Worms el 26 de marzo. En un quinto paso a una escala más pequeña logró cruzar el Rin más tarde el 1.er Ejército francés en Speyer

### El avance hacia el corazón de Alemania
En pocos días las fuerzas aliadas habían atrapado al ejército alemán en la cuenca del Ruhr y en unos pocos días, el Grupo de Ejércitos B del Ejército alemán tuvo que rendirse (más de 325 000 soldados alemanes fueron hechos prisioneros) y su comandante, Walther Model, se suicidó. La ofensiva aliada continuó a lo largo del río Elba. El 1.er Ejército de Courtney Hodges avanzó hacia Leipzig, mientras que al norte el 9.º Ejército de Simpson avanzaba hacia Magdeburgo. Al sur el 3.er Ejército de Patton se dirigió al este y luego continuó hacia Checoslovaquia liberando Pilsen y la mayor parte de Bohemia. Al mismo tiempo, el 6.º Ejército del general Devers avanzaba por la Selva Negra dirigiéndose hacia los Alpes en Baviera y Austria hasta llegar al paso del Brennero donde se reunió con el 5.º Ejército estadounidense que había liberado Italia. Por último, las tropas anglocanadienses de Montgomery avanzaron por el norte hacia Hamburgo y Dinamarca llegando a cruzar el río Elba.
El 9 de abril de 1945 el 12.º Grupo de Ejércitos de los Estados Unidos cruzó el río Elba. Las defensas alemanas se agotaron y no opusieron apenas resistencia. El 25 de abril, llamado el Día del Elba, las fuerzas aliadas se encontraron con los soviéticos en Torgau (donde se llevó a cabo una reunión entre el general Emil F. Reinhardt y el general Vladimir Rusakov) haciendo una bisectriz del territorio alemán.
Las fuerzas aliadas, mientras avanzaban por Alemania para poner fin al horror, encontraron a su paso varios importantes campos de concentración. El primero de todos fue el campo de concentración de Ohrdruf el 4 de abril de 1945, el 11 de abril fue liberado el campo de concentración de Buchenwald situado cerca de la ciudad de Weimar, el 29 de abril fue liberado el campo de concentración de Dachau a 13 km al noroeste de Múnich, ese mismo día también fue liberado el campo de concentración de Neuengamme cerca de Hamburgo, el 15 de abril de 1945 fue liberado Bergen-Belsen en el estado federado de Baja Sajonia y el 4 de mayo de 1945 fue liberado el campo de concentración de Mauthausen-Gusen situado a 20 km de Linz en Austria.
Más tarde las fuerzas estadounidenses de la 3.ª División de Infantería y la 101.ª División Aerotransportada encontraron el refugio de Adolf Hitler, el nido del águila (Kehlsteinhaus), después de ser capturado por la 2.ª División Blindada francesa, situado en la localidad bávara de Berchstesgaden.

## Análisis

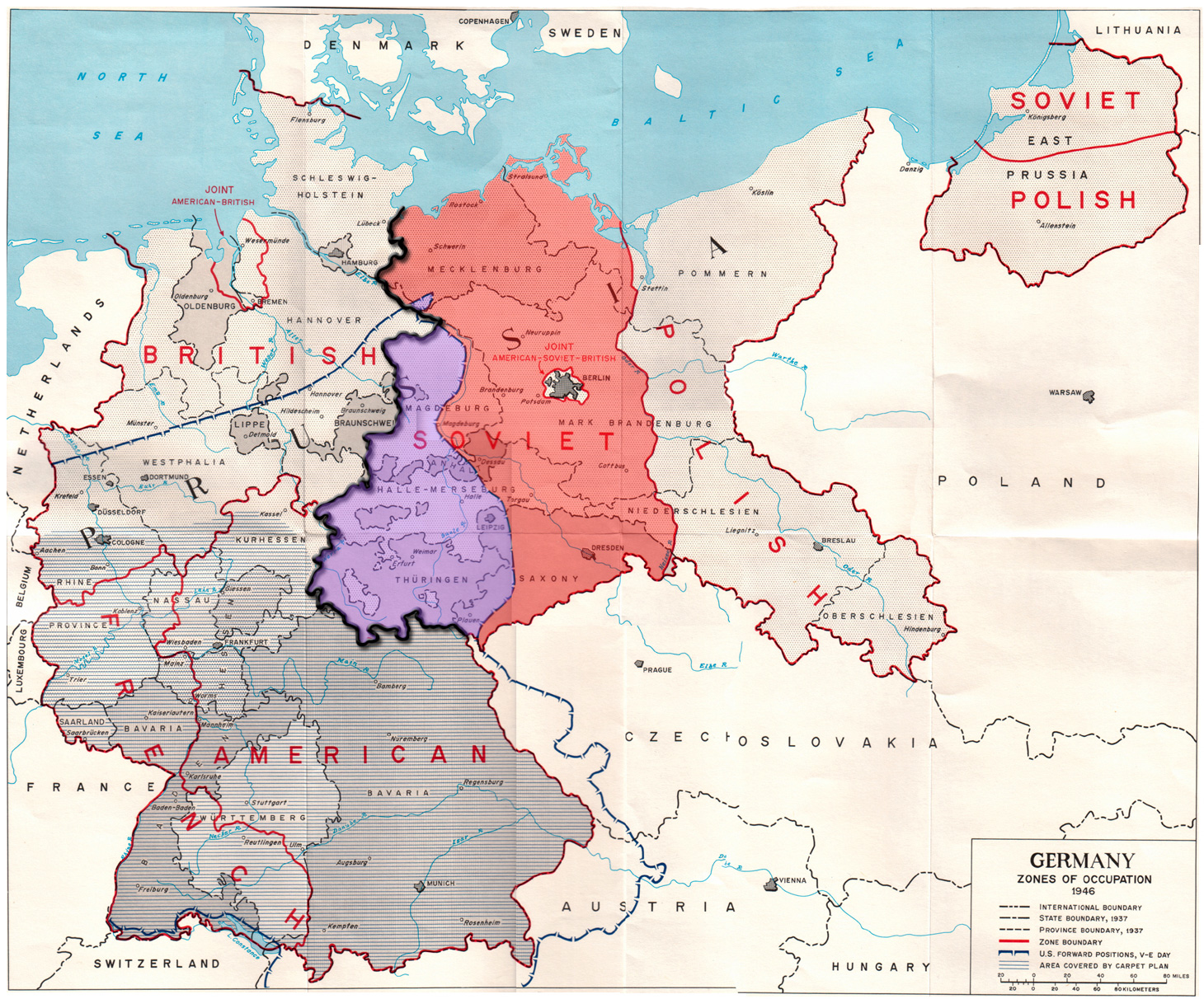
Las zonas aliadas de ocupación en la Alemania de posguerra, hacia 1945.

A principios de estos ataques en Europa Central, la victoria aliada en Europa era cosa hecha. Hitler había intentado detener a los Aliados en la ofensiva de las Ardenas. Después de perder esta batalla, Hitler ya no tenía fuerzas para detener a los poderosos ejércitos aliados.
Los Aliados todavía tenían que luchar batallas violentas para capturar Alemania. Hitler se negó a admitir la derrota hasta que la artillería soviética estaba cayendo alrededor de su búnker en Berlín.
El cruce del Rin, el cerco de la cuenca del Ruhr, el avance hacia la línea del Elba y en los Alpes demostraron la superioridad de las tropas aliadas. Los prisioneros alemanes quedaron impresionados por la artillería estadounidense. Los ejércitos aliados ocuparon casi todas las ciudades alemanas importantes excepto Berlín.